# راسووو
راسووو (به بلغاری: Rasovo) یک منطقهٔ مسکونی در بلغارستان است که در استان مونتانا واقع شده‌است.
 راسووو  ۱٬۲۴۷ نفر جمعیت دارد و ۱۳۳ متر بالاتر از سطح دریا واقع شده‌است.